# Велика Копаня (зупинний пункт)
Вели́ка Копа́ня — пасажирський залізничний зупинний пункт Ужгородської дирекції Львівської залізниці.
Розташований за кількасот метрів від села Велика Копаня, Виноградівський район, територіально розташований у Хустському районі Закарпатської області на лінії Батьово — Солотвино І між станціями Королево (5 км) та Рокосів (3 км).
Станом на серпень 2019 року щодня чотири пари дизель-потягів прямують за напрямком Батьово — Дяково/Солотвино I.